# Рихца фон Хонщайн-Зондерсхаузен
Рихца фон Хонщайн-Зондерсхаузен (на немски: Richza von Honstein-Sondershausen; † сл. 1386) е графиня от Хонщайн-Зондерсхаузен и чрез женитба графиня на Байхлинген-Ротенбург-Бенделебен.

## Произход
Тя е дъщеря на граф Хайнрих V фон Хонщайн-Зондерсхаузен († 1356) и съпругата му принцеса Матилда фон Брауншвайг-Люнебург-Гьотинген († 1357), дъщеря на херцог Албрехт II фон Брауншвайг-Волфенбютел-Гьотинген († 1318) и Рикса фон Верле († 1317).

## Фамилия
Рихца фон Хонщайн-Зондерсхаузен се омъжва пр. 1 май 1339 г. за граф Фридрих (IV) фон Байхлинген-Ротенбург-Бенделебен († сл. 1356) от графския род Нортхайми, син на граф Герхард I фон Байхлинген († 1324/1329) и дъщерята на граф Албрехт V фон Вернигероде († 1320/1323). Те имат децата:
- Хайнрих V фон Байхлинген-Ротенбург († пр. 9 юли 1366), женен за София фон Гера († сл. 4 юли 1386)
- Албрехт фон Байхлинген († 9 април 1371), титулар епископ на Хипо (1339 – 1367)
- Ода фон Байхлинген, омъжена пр. 1363 г. за Албрехт VIII фон Хакеборн-Байернаумбург, Виндберг, Хорнбург († сл. 1412)
- Герхард III фон Байхлинген-Ротенбург († сл. 1394), господар на Ротенбург-Бенделебен-Либенщайн, женен за Ирмгард фон Регенщайн († 10 май 1414), която се омъжва втори път 1394/1405 г. за граф Хайнрих VII фон Глайхен-Хаймбург († 1415)